# サクソフォーン協奏曲
サクソフォーン協奏曲は、サクソフォーンを独奏楽器とする協奏曲。

## 有名な作曲家と作品
- グラズノフ：アルト・サクソフォーンと弦楽オーケストラのための協奏曲
- ドビュッシー：アルト・サクソフォーンと管弦楽のための狂詩曲
- イベール：アルト・サクソフォーン小協奏曲
- ボザ：アルト・サクソフォーン小協奏曲
- クレストン：アルトサクソフォーン協奏曲
- ダール：アルト・サクソフォーンと吹奏楽のための協奏曲
- P・M・デュボワ：サクソフォン協奏曲
- トマジ
- シェッフェル
- エレビー：シナモン協奏曲-アルトサクソフォンと吹奏楽のための
- カプースチン：アルトサクソフォーン協奏曲
- フローラン・シュミット：「伝説」
- 西村朗：「魂の内なる存在」
- 長生淳：「英雄の時代」
- 長生淳：「He calls...」
- 長生淳：Allegro ma molto…
- 吉松隆：「サイバーバード協奏曲」、「アルビレオ・モード」
- 本多俊之：コンチェルト・デュ・ヴァン〜風のコンチェルト
- 細川俊夫
- 安部幸明：アルトサキソフォーンとオーケストラのための喜遊曲
- 清水大輔：「インフィニティ・パワー」
- 伊藤康英：アルトサクソフォーンと吹奏楽のための幻想的協奏曲